# Isocentris
Isocentris is een geslacht van vlinders uit de familie van de grasmotten (Crambidae). De wetenschappelijke naam van dit geslacht is voor het eerst voorgesteld door Edward Meyrick in een publicatie uit 1887.

## Soorten
- I. barnsalis Viette, 1957
- I. charopalis Swinhoe, 1907
- I. filalis (Guenée, 1854)
- I. minimalis Swinhoe, 1906
- I. porphyroxantha Meyrick, 1936
- I. rubralis Swinhoe, 1906
- I. seychellalis Fletcher, 1910
- I. thomealis Viette, 1957